# Вологаз IV (Партия)
Вологаз IV е владетел на Партия от династията на Арсакидите, управлявал в периода около 147/8 – 191/2 г. Син на Митридат IV. В по-старата историческа литература е известен като Вологаз III.

## Управление
След смъртта на Вологаз III около 147 г. Вологаз IV обединява Партското царство. През 150/151 г. възстановява партското върховенство над областта Харакена, обявила се за самостоятелно след Партските войни на Траян. Вологаз IV продължава събирането на Авеста, зороастрийската писмена традиция.
През 155 г. започва спор с Римската империя за сферата на влияние в Армения. През 161 г., когато в Рим идват на власт двама съвместни императори – Марк Аврелий и Луций Вер, Вологаз IV решава, че между тях ще избухне борба за власт, и напада римските провинции Сирия и Кападокия. След първоначален партски успех войната се проточва и римските легиони навлизат в Армения, Месопотамия и Медия, окупирайки голяма част от партските владения, включително столицата Ктезифон. Вологаз IV се спасява с бягство в източните предели на царството. В 165 г. римляните се изтеглят от Месопотамия поради избухналата епидемия, оставяйки след себе си големи разрушения.
В края на управлението на Вологаз IV Медия се отцепва от централната власт под властта на узурпатора Хосрой II. През 191 г. Вологаз IV умира и е наследен от неговия син Вологаз V.